# 羅基點 (亞利桑那州)
羅基點（英語：Rocky Point）是位於美國亞利桑那州馬里科帕縣的一個非建制地區。該地的面積和人口皆未知。

## 地理
羅基點的座標為32°32′01″N 112°50′54″W / 32.53361°N 112.84833°W，而該地的平均海拔高度為380米（即1250英尺）。